# Сидуккасы
Сидуккасы́ (чув. Сидуккасси, Ситуккасси) — деревня в Моргаушском районе Чувашской Республики, входит в состав Москакасинского сельского поселения.

## География
Расстояние до столицы республики — города Чебоксары — 34 км, до районного центра — села Моргауши — 12 км, до железнодорожной станции — Чебоксары — 34 км. Деревня расположена у автомагистрали М7 «Волга». 
Часовой пояс
Деревня Сидуккасы, как и вся Чувашская Республика, находится в часовой зоне МСК (московское время). Смещение применяемого времени относительно UTC составляет +3:00.
Административно-территориальная принадлежность
В составе: Татаркасинской волости Козьмодемьянского (до 23 июля 1920 года), Чебоксарского (до 1 октября 1927 года) уездов; Татаркасинского (до 16 января 1939 года), Сундырского (до 20 декабря 1962 года), Чебоксарского (до 11 марта 1964 года) районов. С 11 марта 1964 года деревня находится в составе Моргаушского района:231.

Сельские советы: Москакасинский (с 1 октября 1927 года), Ахманеевский (с 1 октября 1928 года), Москакасинский (с 14 июня 1954 года):231.

## История
Деревня появилась в XVIII веке как выселок деревни Большая Ачкарень (ныне деревня Москакасы), в XIX веке деревня —  околоток села Ахманеи. До 1866 года жители — государственные крестьяне; занимались земледелием, животноводством. В 1930 году образован колхоз «Максим Горький».

По состоянию на 1 мая 1981 года населённые пункты Москакасинского сельского совета (в том числе деревня Сидуккасы) — в составе совхоза «Передовик»:96—97.
Религия
По сведениям справочника Казанской епархии (1904) жители деревни Сидукова были прихожанами церкви села Ахманеи (деревянная, построена в 1886 году на средства прихожан, двухпрестольная, главный престол — во имя Казанской Божией Матери, придел — во имя Святого благоверного князя Александра Невского).

## Топонимика
Название — от чувашского мужского имени Сидук (Сидука, Сидуган, Сидугатча; чув. Ҫитук) — в арабском языке «правдивый, надёжный, крепкий».

По преданию, у родоначальника дер. Большие Ачкаряны (ныне дер. Москакасы Моргаушского района) по имени Эчёк были сыновья Моска, Сидук, Ахмане, Тересь, Калмык, которые, выделившись, основали выселки Москакасы (позднее слился с материнской деревней), Сидуккасы, Ахманеи, Тереси и Калмыково. В этом предании, как и в ряде других, выступает фольклорный мотив основания выоелков сыновьями родоначальника материнской деревни. В действительности этого не было. Образование выселков от одной деревни охватывало не одно столетие. В данном предании правдиво то, что перечисленные выселки выделились из Больших Ачкарян.— Чувашские исторические предания:149
Исторические и прежние названия
Исторические: Судикасы́, Сидуккасы́ (Помаскары), Сидуккасы́-Эчкере́н. 

Прежние: Сидуккасы, Казанчина, Пауткина (1859); Сидук касы, Пошаксары (1897).

## Население
| 2010 | 2012 |
| ---- | ---- |
| 231  | ↗276 |

По данным Всероссийской переписи населения 2002 года в деревне проживали 259 человек, преобладающая национальность — чуваши (98%).

## Инфраструктура
Функционирует СХПК «Передовик» (по состоянию на 2010 год). 

Имеются 2 магазина, кафе, спортплощадка.